# Dragobužde
Dragobužde (en serbe cyrillique : Драговужде) est un village de Serbie situé sur le territoire de la Ville de Vranje, district de Pčinja. Au recensement de 2011, il comptait 40 habitants.

## Démographie
| 1948 | 1953 | 1961 | 1971 | 1981 | 1991 | 2002 | 2011 |
| ---- | ---- | ---- | ---- | ---- | ---- | ---- | ---- |
| 187  | 173  | 155  | 114  | 103  | 56   | 49   | 40   |

|  |